# バオ・ダイ
バオ・ダイ（ベトナム語：Bảo Đại / 保大、1913年10月22日 - 1997年7月30日）は、阮朝大南国の第13代にして最後の皇帝（在位：1926年1月8日 - 1945年3月11日）、ベトナム帝国皇帝（在位：1945年3月11日 - 1945年8月30日）、ベトナム民主共和国最高顧問（1945年9月 - 1946年3月16日）、後にベトナム国国長（在任：1949年6月14日 - 1955年4月30日）。
姓・諱は阮福永瑞（げん　ふくえいずい、グエン・フク・ヴィン・トゥイ、ベトナム語：Nguyễn Phúc Vĩnh Thụy）、在位期間に阮福晪（げん ふくてん、グエン・フク・ティエン、ベトナム語：Nguyễn Phúc Thiển、晪は日偏に典）と改めた。バオ・ダイの名は治世の年号である保大（1926年 - 1945年）に由来し、保大帝（ほだいてい、ホアン・デ・バオ・ダイ、ベトナム語：Hoàng đế Bảo Đại / 皇帝保大）とも称される。

## 生涯

### 生い立ち
維新7年（1913年）10月22日に富春京城の皇城の紫禁城で生まれ、幼少期に当時の宗主国であるフランスへ留学した。出生名は永𪇘（ベトナム語：Vĩnh Trù / 永𪇘）。

### 皇帝に
啓定10年（1925年）11月6日に父の啓定帝が崩御すると、1926年1月8日に皇城の太和殿にて皇帝に即位し、年号を保大とした後、留学を続けるため再びフランスへ渡った。
保大7年（1932年）に帰国し、その治世においてはフランスからの自立を目指して内政の改革などに努力した。保大9年（1934年）には、カトリック教徒でコーチシナ出身の阮有氏蘭（南芳皇后）と結婚した。

### ベトナム帝国皇帝
第二次世界大戦末期の保大20年（1945年）3月には、前年の親独政権ヴィシー政権崩壊に伴い、日本軍が明号作戦を実行してフランス軍を制圧したことを受け、フランスからの独立を宣言してベトナム帝国を樹立し、その皇帝となった。
当時の日本軍人の中には、日本へ亡命中の畿外侯彊㭽をベトナム帝国皇帝に推す者も少なくなかったが、南方総軍や第38軍はベトナム新政権に不干渉の方針で、軍政を敷かないことや親日政権への改編をしないことを既に決定していたため、保大帝は独立したベトナムの最初の元首の地位を手にした。

### ベトナム民主共和国政府最高顧問
しかし日本が敗戦すると、その直後にベトナムでは八月革命が起こり、バオ・ダイは革命の指導者であるホー・チ・ミンがそれまでも「伝説の革命家」として有名であった「阮愛國（グエン・アイ・クック）」であることに衝撃を受けた。
保大帝はファム・カク・ホエ官房長官の後押しもあって自らの庇護を条件に8月30日に正式に退位し、9月2日にはベトミンによってホー・チ・ミンを国家主席とするベトナム民主共和国の独立宣言がハノイでなされた。バオ・ダイはベトナム民主共和国政府の最高顧問に任命された。

### 亡命
その後、左傾化してゆくベトナム民主共和国政府での自らの地位に危機感を覚え、政府の公式の外交代表団の一員として中華民国の北京を訪問時に亡命し、1946年にはイギリス植民地の香港へ渡った。

### 元首に
ベトナムでは1946年にフランス連合とベトナム民主共和国の間で第一次インドシナ戦争が勃発したが、バオ・ダイは1949年にベトナムへ帰国。
同年3月8日、フランスとベトナムの間にバオ・ダイ政権の成立とフランス連合内の独立を承認する協定が調印され、同年6月14日にベトナム国が成立。南ベトナムのコーチシナ共和国を吸収して樹立されたベトナム国の元首となった。
第一次インドシナ戦争の講和協定として、1954年にジュネーヴ協定が成立すると、ベトナム国は国際的な承認を得てバオ・ダイは名実ともにその元首となった。

### 廃帝

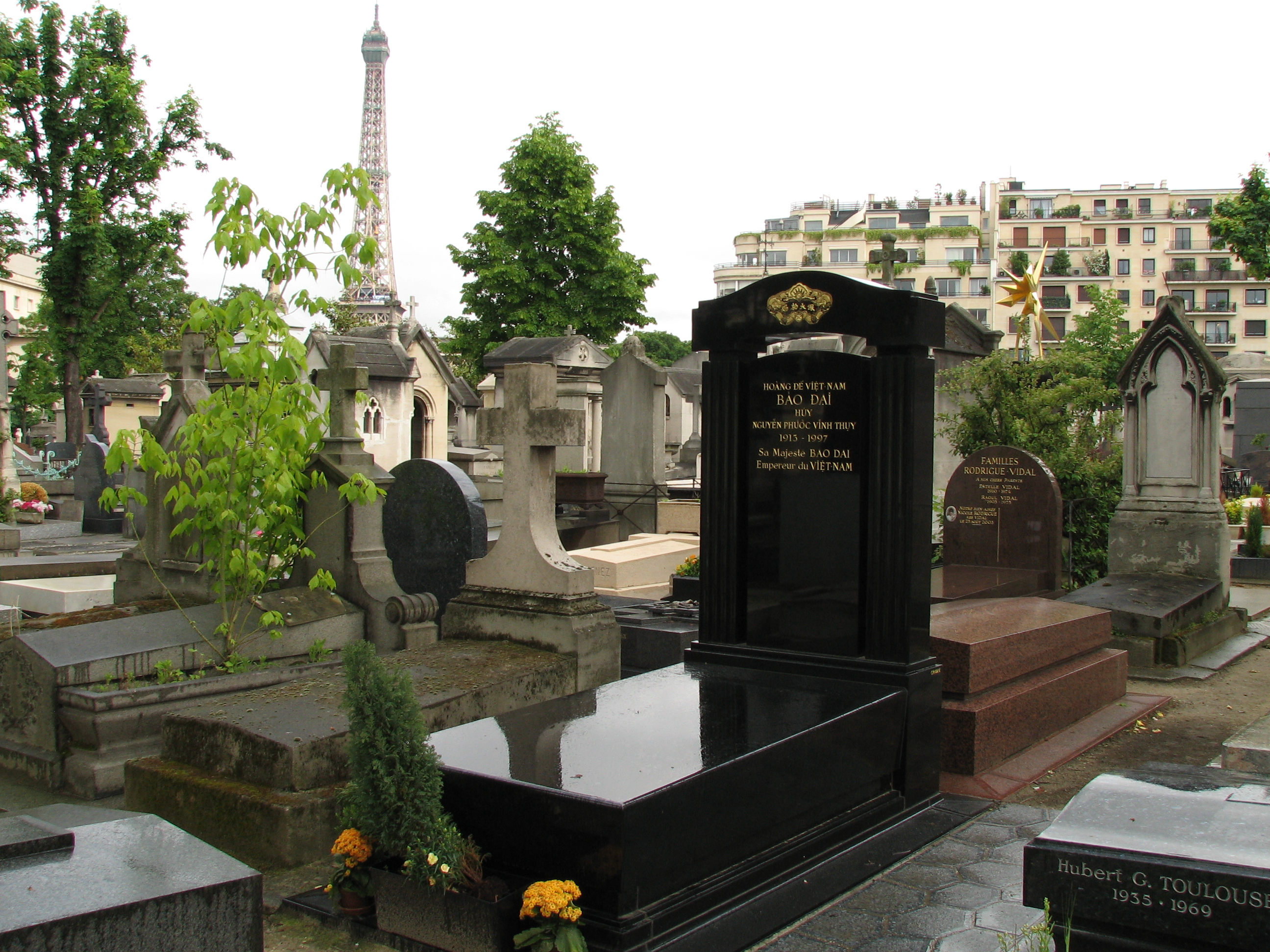
パッシー墓地にあるバオ・ダイの墓

バオ・ダイは、1954年にゴ・ディン・ジエムを首相に任命したが、ジェムは1955年にバオ・ダイを引きずり下ろすために国民投票を実施した。
その結果ジエムは勝利しベトナム国を共和制へと移行させ、1955年10月28日にベトナム共和国を樹立してその大統領に就任した。事実上のクーデターであった。

### 亡命と死去
1955年4月に廃位されたバオ・ダイはフランスのパリへ亡命したが、その後は南ベトナムへも北ベトナムへも帰国せずにカンヌ付近で余生を送る。
ベトナム戦争の激戦が続く1972年には、ベトナム戦争の終結と南北の和解を呼びかけていた。ベトナム統一後もフランスに住み続け、1997年7月30日にパリの陸軍病院で死去した。

## 宗室

### 后妃
- 南芳皇后阮有氏蘭
- 裴夢蝶
- 黎氏飛映

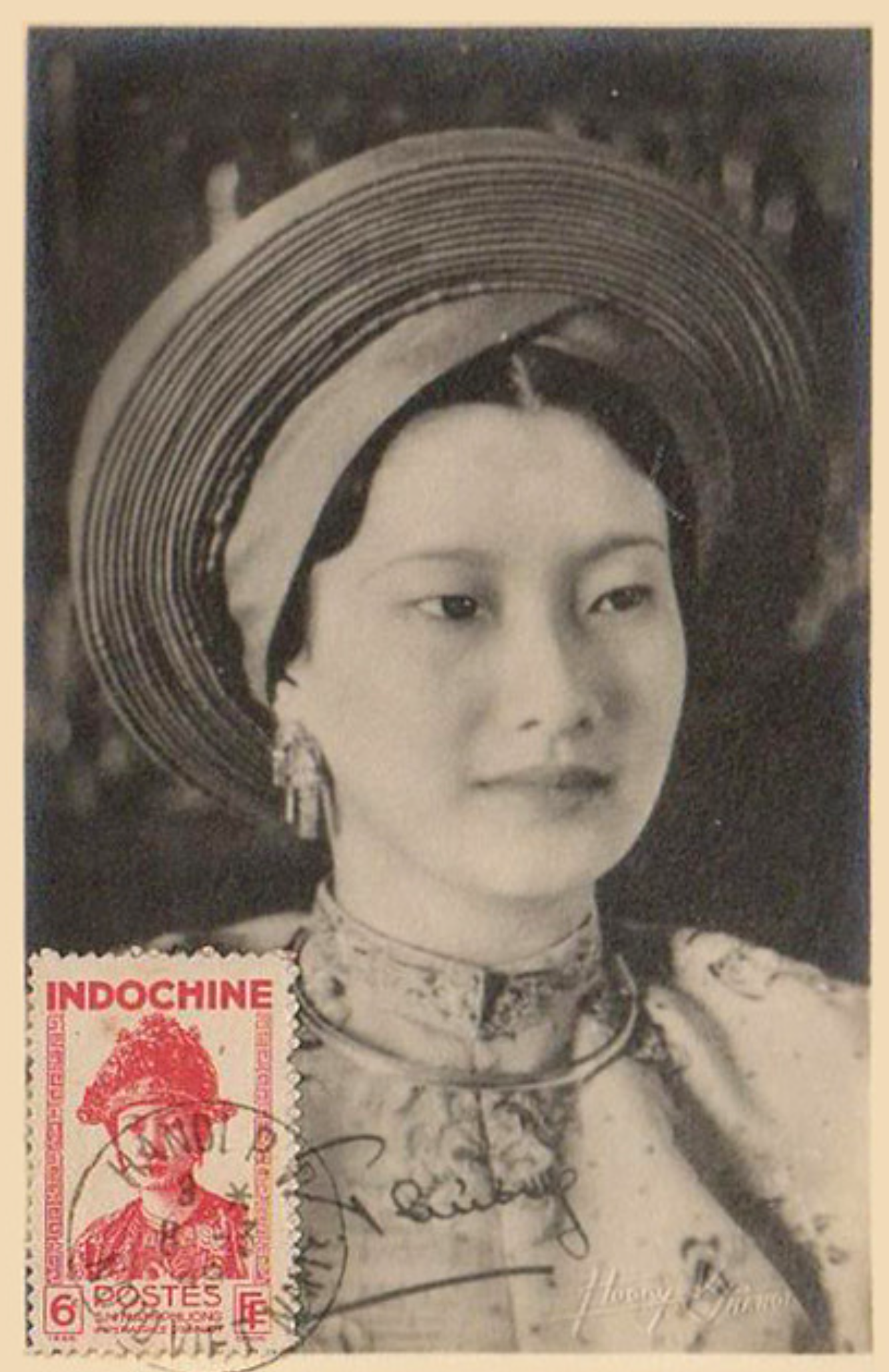
南芳皇后の1945年以前のポストカードと切手

- 黄小蘭（Hoàng Tiểu Lan）
- 李麗荷
- 泰芳皇后 - ベトナム最後の皇太后

### 子女

#### 嫡子女
- 東宮皇太子バオ・ロン（Đông cung Hoàng thái tử Nguyễn Phúc Bảo Long、1936年 - 2007年）
- 公主阮福芳梅（Công chúa Nguyễn Phúc Phương Mai、1937年-2021年）
- 公主阮福芳蓮（Công chúa Nguyễn Phúc Phương Liên）
- 公主阮福芳蓉（Công chúa Nguyễn Phúc Phương Dung）
- 皇子バオ・タン（Hoàng tử Nguyễn Phúc Bảo Thắng、1943年 -2017年）

#### 庶子女
黎氏飛映所生
- 阮福芳明（Nguyễn Phúc Phương Minh）
- 阮福保恩（Nguyễn Phúc Bảo Ân）

裴夢蝶所生
- 阮福芳草（Nguyễn Phúc Phương Thảo）
- 阮福保隍（Nguyễn Phúc Bảo Hoàng）
- 阮福保山（Nguyễn Phúc Bảo Sơn）

フランス人女性ヴィッキー所生
- 阮福芳慈（Nguyễn Phúc Phương Từ）

## 保大通宝の発行

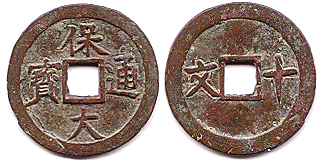
保大通宝十文銭

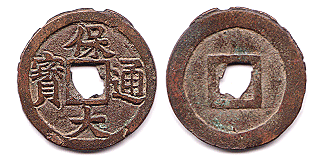
保大通宝小平銭

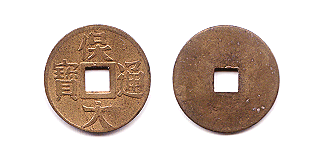
保大通宝打製銭

保大帝は保大8年（1933年）にフランスより帰国後親政を始め、そのさい歴代皇帝の例に倣い治世の年号を冠した新たな銅銭を鋳造した。これが保大通宝（Bảo Đại thông bảo）である。大別して2種類の形式があり、一つは直径約27mm、重量3.5gから4.5gで、裏に十文（thập văn）の換当価の表示があるもの。もう一つは直径約24mm、重量約3gで裏無地のものである。これは六文に相当した。これらは円形方孔の、いわゆる穴あき銭の形態をしており、東アジア諸国において2000年以上にわたって作られ続けたこの形式の貨幣としては世界最後のものである。
当時、皇帝の地位は名目的なもので、ほとんどの政治的権限はフランスによって奪われていたが、従来からあった伝統的な穴あき銭を発行する権限は保持していたのである。フランス人がサペックと呼び、安南の民がドン（đồng、銅）またはテンドン（tiền đồng、銭銅）と呼んでいたこれらの貨幣は、フランス領インドシナの公式通貨たるインドシナ銀行発行のピアストル貨とは別体系の通貨制度をとっており、互いに交換相場を変動させつつ、同一地域で2系統の通貨が各々独自に機能していた。フランス側は通貨の統一をはかって、度々サペックの通用を無効とする布告を出したが、この地域の人口の大半を占める農村の細民の間では、日常の経済活動において、小額取引に便利なサペック貨が必要不可欠であったため、徹底させることができなかった。
翌保大9年（1934年）2月に、保大帝は勅諭を発して従来変動していた阮朝発行の穴あき銭とピアストル貨との交換率を固定し、1ピアストルにつき、十文銭は1繦30枚で6繦半（195枚）、六文銭は1繦50枚で6繦半（325枚）と定めた。
一方、インドシナ植民地政府の側でも、保大帝による新銅貨発行と時を同じくして北部のトンキンにおいて保大通宝の銘が刻印された打製の銅貨を発行し流通させた。これは直径18mm重量1.4gであり、600枚で1ピアストルと等価とされた。また、打製の保大通宝の中に、直径が26mm程度の大型銭（古銭収集界で活字体と呼ばれているもの）が僅かながら存在するが、これは試作貨であると言われている。